# 保罗·布雷默
刘易斯·保罗·布雷默三世（简称“保罗·布雷默”，1941年9月30日—）是一位美国外交官，曾于2003年美国占领伊拉克后接替杰伊·加纳擔任聯盟駐伊拉克臨時管理當局的美军驻伊最高行政长官。
布雷默出生于美国康涅狄格州首府哈特福德，曾就读于菲利普学院，之后在1963年获得耶鲁大学文学士学位，1967年获得哈佛大学获得工商管理硕士学位。
1967年到1971年，布雷默先后任美国驻阿富汗和马拉维政治经济官，期间在巴黎政治学院继续深造过；1970年代，布雷默在美国国务院供职，期间1972年～1976年任亨利·基辛格的助手；1976年～1979年任美国驻奥斯陆首席代表；回国后，从1979年～1981年任美国务院任首席执行秘书，1981年成为美国国务卿亚历山大·黑格的执行秘书和特别助理；1983年被时任美国总统的罗纳德·里根任命为美国驻荷兰大使；1986年任反暴行巡回大使；
1989年，布雷默离开外事工作，成为顾问机构基辛格基金会常务董事；1999年，任美国国会“国家反恐委员会主席；2001年，任马什反恐咨询公司董事长兼首席执行官；2002年，任美国国家安全顾问委员会成员；2003年5月6日被任命为美国负责伊拉克事务的最高官员和聯盟駐伊拉克臨時管理當局行政長官。5月11日到达伊拉克，2004年6月28日在向伊拉克临时政府实现权利移交后当日离开伊拉克。
布雷默的母语是英语，除此以外，他还精通波斯语、法语、荷兰语和德语。